# 프란체스코 모리코티 프리냐니
프란체스코 모리코티 프리냐니(이탈리아어: Francesco Moricotti Prignani Butillo)는 이탈리아의 로마 가톨릭교회 추기경이다. 1378년 삼촌인 교황 우르바노 6세에 의해 추기경에 서임됐다.
1362년 그는 피사 대교구장에 임명되었다. 1380년에는 팔레스트리나 교구장에 임명됐으며, 1381년에는 추기경단 단장이 되었다. 1382년부터 1385년까지 교황청 상서원장 대리였다가 1385년부터 선종할 때까지 교황청 부상서원장을 지냈다. 그는 1389년 콘클라베를 주관했으며, 새 교황 보니파시오 9세의 주교 서품식을 집전했다.